# Фарът
Фарът (на английски: The Lighthouse) е американско-канадски психологически филм на ужасите на режисьора Робърт Егърс от 2019 година.
Прави дебюта си на филмовия фестивал в Кан на 19 май 2019 година и е посрещнат позитивно от критиката. В ролите влизат Уилям Дефо и Робърт Патинсън, които се установяват на малък остров като работници на морски фар.
Според Егърс филмът е вдъхновен от незавършения разказ на Едгар Алън По – Фарът, както и от истински случки разиграли се на морски фарове около Англия.

## В ролите
- Робърт Патинсън – Ефраим Уинслоу или Томас Хауърд
- Уилям Дефо – Томас Уейк
- Валерия Караман – русалка

## Сюжет
Внимание:  Текстът по-долу разкрива сюжета на произведението (или части от него)!
В края на 19 век Ефраим Уинслоу (Робърт Патинсън) е изпратен на договорна работа на малък остров като пазач на фар заедно с по-опитния и възрастен пазач Томас Уейк (Уилям Дефо). Престоят на двамата на острова не започва добре, като по-възрастният Уейк започва да тормози и да командва Уинслоу. Достъп до самата светлина на фара има единствено Уейк, като Уинслоу го вижда да стои там нощно време съблечен гол. Уинслоу започва и да получава видения на пипала на морско чудовище във фара и русалки във водата.
Уинслоу върши повечето от тежката работа на острова, като често попада на едноока чайка, която го дразни. Уейк го предупреждава, че е лош късмет да нарани чайка, защото те носят душите на умрелите моряци. Междувременно двамата започват да общуват заедно, като Уейк споделя, че предишния му помощник е умрял малко след като е загубил разсъдъка си. Двамата споделят и какво са вършели преди тази работа, като Уинслоу твърди че е бил канадски дървосекач, а Уейк опитен моряк.
В денят, преди който Уинслоу трябва да напусне острова, той забелязва че от чешмата тече мътна вода и отива да провери какво се случва. В кладенеца намира мъртва птица и в същия момент пред него отново каца еднооката чайка. Ядосан Уинслоу хваща чайката и я убива с множество яростни удари в кладенеца. Същата нощ вятърът драматично сменя посоката си и силна буря наближава острова, а двамата работници се напиват. На следващия ден корабът, който трябва да вземе Уинслоу не пристига.
Изкопавайки още запаси от алкохол двамата пазачи продължават да се напиват докато бурята навън бушува. Уинслоу се опитва да открадне ключовете за фара от Уейк, но не успява. Една вечер Уинслоу споделя, че истинското му име е Томас Хауърд и е откраднал самоличността на Ефраим Уинслоу. Впоследствие Хауърд се опитва да избяга от острова, но Уейк го спира като чупи с брадва спасителната лодка. Двамата продължават с пиенето, а бурята става толкова силна, че разбива прозореца на къщата и я наводнява.
На следващия ден Хауърд намира работния дневник на Уейк и вижда, че той е препоръчал на работодателя да уволни Хауърд без заплащане поради некадърност. Избухва скандал между двамата, при който Хауърд убива Уейк и се добира до светлината самия фар. След като вижда самата светлина той се строполява и пада по стълбите на фара. Последния кадър показва Хауърд в безпомощно състояние, гол и едноок лежащ на острова, като чайка кълве вътрешностите му.